# Соловьёв, Валентин Михайлович
Валентин Михайлович Соловьев (14 февраля 1928, село Казачьи Лагери, теперь Олешковского района Херсонской области — 4 марта 1992, город Москва, Российская Федерация) — советский деятель, капитан кораблей Советского Дунайского пароходства. Депутат Верховного Совета УССР 7-го созыва. Герой Социалистического Труда (29.07.1966).

## Биография
Родился в крестьянской семье. После окончания Великой Отечественной войны переехал в город Николаев, где учился в мореходной школе.
В 1946 году, после окончания мореплавательской школы, получил назначение в город Измаил, где работал матросом на барже Советского Дунайского пароходства. В 1947 году экстерном сдал экзамены на судоводителя кораблей вместимостью до 200 регистровых тонн, а в 1950 году — на штурмана дальнего плавания. До 1955 года плавал штурманом, вторым помощником капитана на разных пароходах каботажного плавания («Темрюк», «Киев»).
В 1955—1960 годах — капитан на морских буксирах каботажного плавания («Акын Джамбул»).
Член КПСС с 1956 года.
В 1960—1967 годах — старший помощник капитана, капитан теплоходов дальнего плавания Советского Дунайского пароходства («Вилково», а с конца 1966 года — «Новый Донбасс»).
В 1962 году окончил заочное отделение Одесского высшего инженерного мореходного училища.
В 1967—1974 годах — начальник службы безопасности мореплавания Советского Дунайского пароходства в городе Измаиле.
В 1974—1977 годах — начальник Главного агентства Советского Дунайского пароходства в городе Бухаресте (Румыния).
В 1978—1980 годах — начальник хозрасчетной группы судов пассажирского флота Советского Дунайского пароходства.
В 1981—1987 годах — начальник агентства Советского Дунайского пароходства в городе Регенсбурге (Федеративная Республика Германия).
Потом — на пенсии в городе Москве. Похоронен на Троекуровском кладбище.

## Награды
- Герой Социалистического Труда (29.07.1966)
- орден Ленина (29.07.1966)
- два ордена Трудового Красного Знамени (3.03.1960, 2.04.1981)
- медали